# Joe Moody
Joe Moody (nacido en Christchurch, el 18 de septiembre de 1988) es un jugador de rugby neozelandés, que juega de pilier para la selección de rugby de Nueva Zelanda y, actualmente (2015) para los Crusaders en el Super Rugby y Canterbury en la ITM Cup.

## Trayectoria deportiva
Debutó con los All Blacks en un partido contra la selección de rugby de Australia, celebrado en Sídney el 16 de agosto de 2014. Formó parte de la selección neozelandesa que quedó campeona de la Copa Mundial de Rugby de 2015. 
Fue seleccionado por Steve Hansen para formar parte de los All Blacks en la Copa Mundial de Rugby de 2019 en Japón donde desplegaron un brillante juego en el que ganaron todos los partidos de la primera fase excepto el partido contra Italia que formaba parte de la última jornada de la primera fase,que no se disputó debido a la llegada a Japón del Tifón Hagibis.
En cuartos de final se enfrentaron a Irlanda, partido con cierto morbo porque el XV del trébol había sido el único que había sido capaz de vencer a los All Blacks en los últimos años. Sin embargo, Nueva Zelanda desplegó un gran juego y venció por un amplio resultado de 46-14.
En semifinales jugaron ante Inglaterra donde se formó cierta polémica debido a la formación utilizada en forma de uve por el XV de la rosa a la hora de recibir la haka de los All Blacks, el partido fue posiblemente el mejor que se pudo ver en todo el campeonato, donde vencieron los ingleses por el marcador de 19-7. Moody fue una pieza fundamental para el paquete neozelandés ya que jugó 5 partidos siendo titular en todos ellos. En el partido por el tercer puesto que les enfrentó a Gales, Moody anotó el primer ensayo del partido en el minuto 6

#### Participaciones en Copas del Mundo
| Mundial                       | Sede       | Resultado     | PJ | Tries |
| ----------------------------- | ---------- | ------------- | -- | ----- |
| Copa Mundial de Rugby de 2015 | Inglaterra | Campeón       | 3  | 0     |
| Copa Mundial de Rugby de 2019 | Japón      | Tercer puesto | 5  | 2     |

## Palmarés y distinciones notables
- Super Rugby 2017
- Super Rugby 2018
- Super Rugby 2019
- Copa Mundial de Rugby de 2015
- Rugby Championship 2016
- Rugby Championship 2017
- Rugby Championship 2018